# Acer wondracekii
Acer wondracekii é uma espécie de árvore do gênero Acer, pertencente à família Aceraceae.